# Peter Hildreth
Pour les articles homonymes, voir Hildreth.
Peter Hildreth, né le 8 juillet 1928 au Royaume-Uni et mort le 25 février 2011, est un athlète britannique spécialiste du 110 mètres haies.

## Carrière

### Palmarès
| Date | Compétition           | Lieu      | Résultat | Performance |
| ---- | --------------------- | --------- | -------- | ----------- |
| 1950 | Championnats d'Europe | Bruxelles | 3e       | 15 s 0      |
| 1958 | Championnats d'Europe | Stockholm | 4e       | 14 s 4      |

### Records
| Épreuve          | Performance | Lieu    | Date     |
| ---------------- | ----------- | ------- | -------- |
| 110 mètres haies | 14 s 3      | Inconnu | Inconnue |